# KOYO
KOYO是一個位於香港的時裝設計師品牌，由張國威於2004年在香港創立。品牌以搖滾服飾融合在派對設計而知名。風格以法式浪漫和歌德搖滾（Gothic Rock style）作為品牌骨幹，以黑色作主要色系，每季再以不同配色配襯出另類的黑色搖滾造型，亦塑造出高雅的金屬搖滾效果。截至2017年，香港、澳門、深圳、廣州、湖南、武漢、溫州、重慶等地成立了近30 間分店。

## 創作總監
張國威（英語：Koyo William）是香港土生土长的時裝設計師。他在讀書的時候已經開始創業經營時裝店；Koyo William 喜歡在粗獷的牛仔布上加入水晶、珍珠、窩釘,閃片甚至刺繡等細緻工藝。1999年獲得韓國政府的資助，去巴黎參加時裝展。在2004 年創立了品牌 KOYO。2008年，更被法國巴黎殿堂級的高檔百貨公司巴黎老佛爺百貨公司（Galeries Lafayette Paris Haussmann）邀請到當地開店，成為首位華人時裝設計師成功到該百貨公司開業，更曾在巴黎時裝朝聖地「埃蒂安・馬塞爾大街」 (31 Rue Étienne Marcel) 開設 KOYO 旗艦店。除了拓展業務外，Koyo William 亦不忘其社會責任，自2010年起擔任香港貿易發展局委員會委員，積極參與多次重要社會發展會議，出任各大時裝及造型設計比賽評委, 致力培育年輕設計師。擔任HONG KONG DESIGN INSTITUTE 校外評審，亦有贊助學生的造型設計表演，捐出獎學金用於學生交流計劃，積極支持學生活動。於2013年度獲選十大傑出設計師大獎。
2016年，應康樂及文化事務署邀請進行「衣 + 包 剪 揼」展覽，Koyo William 的時裝設計跟傳統貼金箔工藝 -《尋找生命平衡點》，來一場跨界創作合作，設計師創意熱情澎湃、傳統工匠對工藝堅持承傳，激出火花，共同演繹香港獨有文化特色。

## 合作
品牌成立的時候，已經長期在香港時裝節舉行時裝展，亦於2015年及2016年分別參加了哥本哈根時裝周及東京Mercedes-Benz的時裝周。2008年開始支持亞洲各項娛樂活動，當中參與韓國天團 BIGBANG、 G-Dragon、 2NE1、 INFINITE 演唱會。Koyo William 帶領品牌在香港參與了不同的藝人舞台服飾及造型設計，例如譚詠麟、太極樂隊、黃貫中、Mr.樂隊、陳曉東等本地藝人在舞台的服飾設計。2016年的時候，與香港文化博物館合作進行了展覽。在2017年時，為香港小姐比賽一眾佳麗設計晚裝 ；同年亦參與了香港回歸20週年晚會的晚裝設計。品牌亦參與了2018年周杰倫地表最強2演唱會 香港站的團隊服裝及周邊商品設計。 Koyo William 亦在2018年，應賽諾Sinomax集團邀請，在深圳國際家具展上將「時尚×藝術×生活」意念放到床墊上，打造黃金睡眠床墊。

## 外部連結
Koyo HK 官方網站 （页面存档备份，存于）